# Stephen McGann
Stephen McGann, född 2 februari 1963 i Kensington i Liverpool, är en brittisk skådespelare och författare. McGann har bland annat medverkat i Bergerac, Katharina den stora,  Hem till gården och Barnmorskan i East End. Han är bror till skådespelarna Joe och Paul McGann.
Stephen McGann är gift med manusförfattaren och skaparen av Barnmorskan i East End, Heidi Thomas, de har en son.

## Filmografi i urval
- 1985- 1989 – Bergerac (TV-serie)
- 1991 – The Strauss Dynasty (Miniserie)
- 1995 – The Hanging Gale (TV-serie)
- 1996 – Katharina den stora (TV-film)
- 1997 – Melissa (TV-serie)
- 1999–2002 – Hem till gården (TV-serie)
- 2004–2007 – Casualty (TV-serie)
- 2007 – The Bill (TV-serie)
- 2012-nutid – Barnmorskan i East End